# Джестури
Джѐстури (на италиански и на сардински: Gesturi) е село и община в Южна Италия, провинция Южна Сардиния, автономен регион и остров Сардиния. Разположено е на 310 m надморска височина. Населението на общината е 1286 души (към 2010 г.).